# 铁岩站
鐵岩站（：／ Cheoram yeok */?）是嶺東線沿線的一座鐵路車站，位於韓國江原道太白市鐵岩洞，有無窮花號、東海聖誕列車及白頭大幹峽谷列車停靠。

## 历史
- 1940年8月1日 - 落成使用。

## 列车
- 白頭大幹峡谷列車（日语：白頭大幹峡谷列車）（V-train）

## 相鄰車站
韓國鐵道公社
嶺東線
銅店－鐵岩 －栢山